# Enrico Dandolo (patriota)
Enrico Dandolo (Varese, 26 giugno 1827 – Roma, 3 giugno 1849) è stato un patriota italiano, noto per aver preso parte ad alcune delle più importanti battaglie del Risorgimento.

## Biografia
Originario di una famiglia dalla quale nacquero diverse figure legate alle Guerre di indipendenza italiane, Enrico Dandolo fu uno dei protagonisti delle cinque giornate di Milano (1848) assieme al fratello Emilio, oltre agli amici Luciano Manara ed Emilio Morosini.
Avendo maturato una buona esperienza nelle tattiche di guerriglia, prese parte coi volontari lombardi della Legione Manara alla campagna del Bresciano e del Trentino della prima guerra d'indipendenza, e partecipò alla costituzione della Repubblica Romana, nel 1849. Durante la battaglia contro i Francesi, che infine occuparono Roma annientando la Repubblica Romana, Dandolo militava con il grado di capitano nel Battaglione Bersaglieri Lombardi, al comando di Luciano Manara.
Egli morì nella notte del 3 giugno 1849, durante lo scontro che ebbe luogo nei pressi di Villa Corsini.
Fu sepolto a Vezia, piccolo comune vicino a Lugano (Canton Ticino) dove la famiglia dell'amico Morosini aveva una villa. Il conte Tullio Dandolo, figlio di Vincenzo Dandolo e padre di Enrico ed Emilio, aveva cercato di ottenere il permesso dal governo austriaco di seppellire il figlio nella tomba di famiglia ad Adro (BS), ma le condizioni erano troppo umilianti per la famiglia per cui il corpo di Enrico rimase in terra straniera.
Centoventi anni dopo gli abitanti di Adro, venuti a conoscenza che la cappella di Vezia era ormai caduta nell'abbandono, chiesero ed ottennero di riportare le spoglie di Enrico nella tomba di famiglia. La traslazione, a spese della comunità adrense, avvenne con cerimonia solenne nel settembre del 1968, in concomitanza con un raduno nazionale del corpo dei Bersaglieri che vennero ad Adro ad onorare il loro eroico commilitone.